# 정극인
정극인(丁克仁, 1401년~1481년)은 조선의 학자이다. 본관은 영광(靈光). 자는 가택, 호는 불우헌(不憂軒)ㆍ다헌(茶軒)ㆍ다각(茶角)이다.

## 생애
세종 때 생원시에 급제하였으며, 문종 때 학행으로 추천을 받았다. 1453년 단종 때 문과에 급제하여 정언에 이르렀으나, 계유정난으로 단종이 왕위를 빼앗기자 사퇴하고 고향인 태인으로 내려가 후진 양성에 힘썼다. 1472년 성종 때 후진 양성에 노력한 공으로 3품 교관이 되었다. 한국 최초의 가사 작품인 〈상춘곡〉을 지었으며, 사후 예조판서에 추증되었다. 저서로 《불우헌집》이 있다.

## 같이 보기
- 영광 도동리 홍교